# المنصور الناصر بن أحمد
المنصور الناصر بن أحمد (توفي في 1462) إمام الدولة الزيدية في اليمن من 1436 إلى 1462.
توفي الإمام المهدي أحمد بن يحيى من الطاعون في 1436. ثم ادعى الإمامة ثلاث أشخاص من ضمنهم المنصور الناصر. كان حفيد الإمام المتوكل المطهر بن يحيى (توفي 1298). المنافسان الآخران هما المطهر بن محمد (توفي 1474) والمهدي صلاح بن علي (توفي 1445). حاول المنصور الناصر تعزيز ادعائه بالإمامة عن طريق الزواج من حفيدة المنصور علي. لحسن حظ أفراد الدولة الزيدية أن الدولة الرسولية القوية المتواجدة في الجنوب كانت على وشك الانهيار في ذلك الوقت وسقطت تماما في 1454 . الدولة السنية الأخرى التي قامت مكان الدولة الرسولية وهي الطاهرية خاضت حرب فورا مع الإمام المنصور الناصر. الانشقاق الداخلي في الدولة الزيدية أدى إلى احتلال العاصمة صنعاء من قبل المتوكل المطهر والإطاحة بالمنصور الناصر من الإمامة. قرر الطاهريون غزو صنعاء لاحقا في 1462. قبض على المنصور الناصر من قبل رجال القبائل شرق ذمار وسلم للمتوكل المطهر. أودع السجن في كوكبان وتوفي في السجن في 1462. تولى الإمامة لاحقا ابنه المؤيد محمد.